# Vierzig Märtyrer von Sebaste

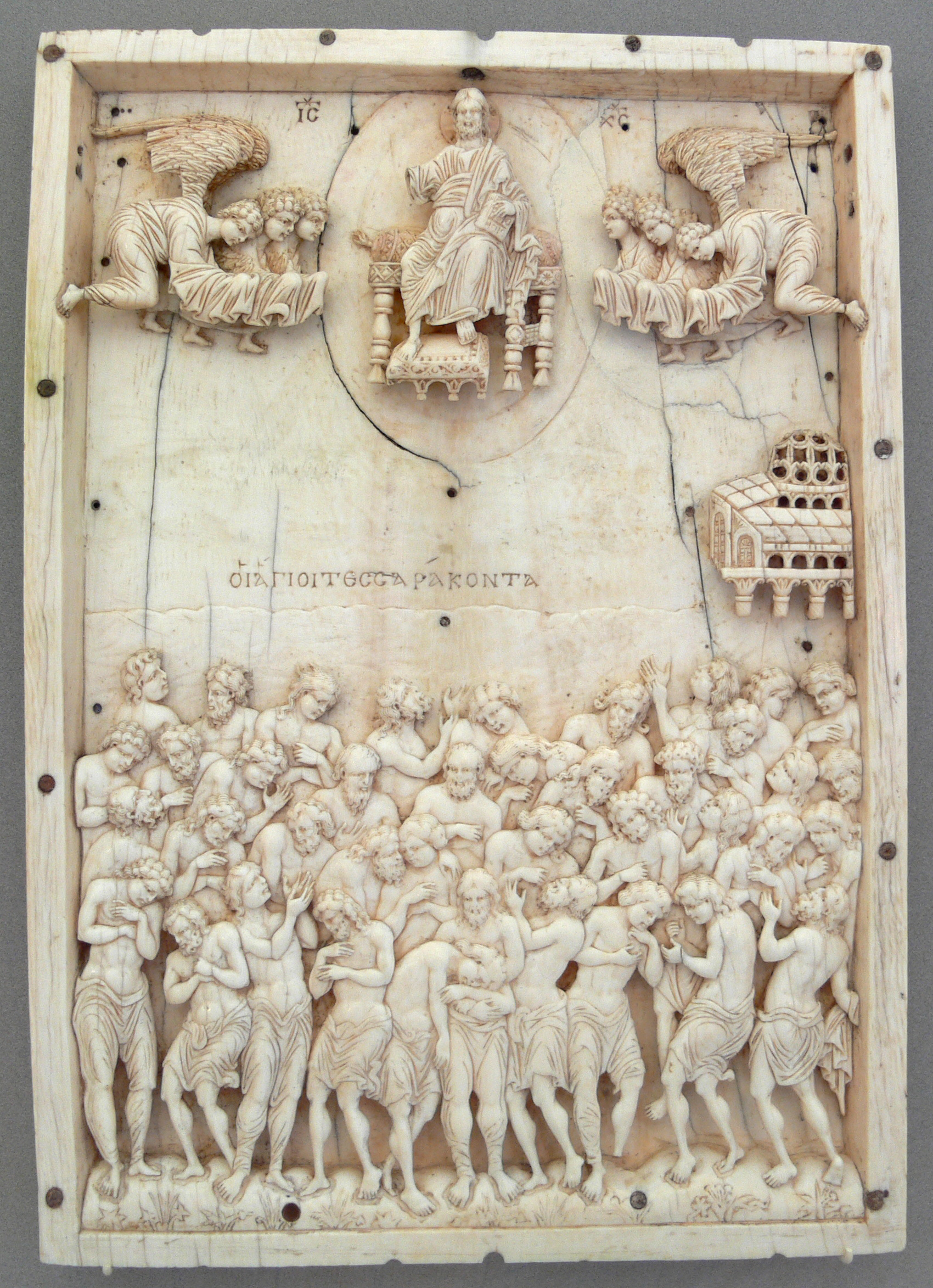
Elfenbeinrelief 40 Märtyrer von Sebaste, Museum für Byzantinische Kunst, Berlin

Die Vierzig Märtyrer oder Vierzig Ritter von Sebaste (alt- und mittelgriechisch Oἱ Ἃγιοι Τεσσαράκοντα Hoi Ágioi Tessarákonta, neugriechisch Οι Άγιοι Σαράντα I Ájii Saránta „Die heiligen Vierzig“) waren Soldaten, die an einem 9. März zwischen 320 und 323 in Sebaste (Σεβάστη) oder Sebasteia (Σεβάστεια) in Kleinarmenien, heute Sivas in der Türkei, im Zuge der Christenverfolgungen unter Kaiser Licinius wegen ihres Bekenntnisses zum Christentum verurteilt und hingerichtet wurden und so das Martyrium erlitten. Die Zahl vierzig hat in der Bibel eine symbolische Bedeutung.

## Vita
Den frühesten Bericht über das Martyrium der Vierzig bietet Basilius der Große in seiner zwischen 370 und 379 gehaltenen Lobrede (Enkomion). Demnach handelt es sich um eine Gruppe von Christen, die ins römische Heer konskribiert worden waren. Ein kaiserliches Edikt fordert die Angehörigen des stationären Militärs auf, Christus nicht zu bekennen. Die Vierzig treten vor und erklären öffentlich: „Ich bin Christ!“ Ein Statthalter oder Kommandant setzt als Todesstrafe fest, dass die Gruppe nackt unter freiem Himmel nachts mitten in der Stadt bei scharfem Frost durch Erfrieren sterben soll; für Überläufer steht ein Badehaus zum Aufwärmen bereit. Einer nimmt das Angebot an, stirbt aber sofort, als er kältestarr das heiße Badehaus betritt. An seiner Stelle tritt der Aufseher des Badehauses, der sich als Christ bekennt, die Kleider ablegt und sich der Gruppe der Todgeweihten anschließt. Am nächsten Morgen werden die Leichen der Erfrorenen verbrannt und ihre Asche in den Fluss geworfen. Die (plausible) Datierung auf die Amtszeit des Kaisers Licinius und den Schauplatz Sebaste bietet eine spätere, Ephräm dem Syrer zugeschriebene Rede, die insgesamt den Text des Basilius voraussetzt und, diesen missverstehend, das Erfrieren auf dem See einführt. Sebaste als Ort des Martyriums ist offenbar alte Tradition.
Die Legende unterstreicht immer wieder das „freudige In-den-Tod-Gehen“. Diese radikale Haltung ist typisch für das frühe Christentum und wurde erst teilweise revidiert, als das Christentum Staatsreligion wurde. Außerdem ist die Erzählung ein Beispiel für die Popularität des Christentums in der römischen Armee.

## Rezeption
Zahlreiche Reliquien werden den vierzig Märtyrern zugeschrieben. Sie waren die Ursprungspatrone der heutigen Kirche Santissime Stimmate di San Francesco in Rom.
Die armenische Vierzig-Märtyrer-Kathedrale in Aleppo ist ihnen gewidmet, das Oratorium der Vierzig Märtyrer in Rom und die Kirche Santi Quaranta Martiri Pisani in Palermo sowie das ehemalige Kloster der vierzig Märtyrer bei der albanischen Stadt Saranda, deren Namen sich vom mittel- und neugriechischen Ájioi Saránta („Heilige Vierzig“) ableitet.
Im Jahr 2013 wurde das Fest der Heiligen Vierzig Märtyrer, das in Štip am 22. März gefeiert wird, in die Repräsentative Liste des immateriellen Kulturerbes der Menschheit der UNESCO aufgenommen.

### Namen der Märtyrer
Die Namen der Vierzig gehen aus dem ihnen zugeschriebenen Testament hervor, das folgende Liste nennt: „Meletios, Aetios, Eutychios, Kyrion, Kandidos, Angias, Gaios, Choudion, Heraklios, Iohannes, Theophilos, Sisinios, Smaragdos, Philoktemon, Gorgonios, Kyrillos, Severianos, Theodoulos, Nikallos, Flavios, Xanthios, Valerios, Hesychios, Dometianos, Domnos, Helianos, Leontios, der auch Theoktistos genannt wird, Eunoikos, Vales, Akakios, Alexandros, Bikratios, der auch Bibianus genannt wird, Priskos, Sakerdon, Ekdikios, Athanasios, Lysimachos, Klaudios, Iles und Meliton.“ Eunoikos ist nach dieser Quelle ein Sklave, der entweder mit der Gruppe stirbt oder, falls er überlebt, ein martyrion für sie schaffen soll: einen Kultbau oder einen Martyriumsbericht.

### Darstellungen in der Kunst
In der byzantinischen Kunst waren Die vierzig Märtyrer von Sebaste ein beliebtes Thema. Im Westen spielten die Heiligen in der Spätantike eine gewisse Rolle, gerieten dann aber in Vergessenheit. Bis heute sind sie jedoch auch Heilige der katholischen Kirche (Gedenktag ist der 9. März). Typisch für die Darstellung ist die drastische Zurschaustellung menschlichen Leidens. Auch in der Liturgie haben die vierzig Märtyrer vor allem aufgrund ihrer Leiden Bedeutung:

„Durch die Leiden der Heiligen, die sie für Dich ertrugen, bitten wir Dich Herr, Menschenfreundlicher Du, all unsere Leiden zu heilen.“

Eine wohl in Konstantinopel geschnitzte Elfenbeintafel aus dem 10. Jahrhundert, der Mittelteil eines Triptychons, gibt die Szene auf klassische Art wieder. Sie trägt die Aufschrift „ΟἽ ἍΓΙΟΙ ΤΕΣΣΑΡΆΚΟΝΤΑ“ („die heiligen Vierzig“). Die Tafel befindet sich in der Sammlung des Museums für Byzantinische Kunst in Berlin.

### Gedenktag
- römisch-katholisch: 9. März (11. März in Gnesen)
- orthodox: 9. März[8] (9. August: Wiederherstellung der Kirche der Vierzig Märtyrer)[9]
- syrisch-orthodox: 9. März
- armenisch: 9. März (4. Samstag der Fastenzeit: liturgische Feier)
- koptisch: 9. März (9. Februar: Weihe der Kirche der Vierzig Märtyrer, 5. Juni: Weihe der Kapelle der Vierzig Märtyrer in der Erlöserkirche in Alexandria)
- evangelisch: 10. März (Vierzig Ritter von Sebaste)[10]